# Storloken (Stuguns socken, Jämtland)
Storloken är en sjö i Ragunda kommun i Jämtland och ingår i Indalsälvens huvudavrinningsområde.